# Kyskhetskommissionen
Kyskhetskommissionen var en österrikisk myndighet som inrättades av Maria Theresia hösten 1747, och upplöstes 1748.
Dess uppgift var att övervaka den allmänna sexualmoralen utifrån religiösa riktlinjer. Dess agenter hade rätt att genomföra husundersökningar och arrestera män som ertappades med att underhålla kvinnor av "lös moral" och placera kvinnorna i kloster eller, ifråga om utlänningar, utvisa dem ur riket. 
Kommissionen uppväckte allmän vrede, och ledde till skandaler då den blev orsak till att flera artister förvisades, bland annat den berömda italienska sopranen Santini. På grund av den häftiga impopulariteten, som bland annat ledde till att monarken förlöjligades, avskaffades kommissionen efter ett halvår. 
I fortsättningen fick dock den vanliga polisen hantera dessa frågor. Poliskåren uppmuntrades i fortsättningen att spionera för att upprätthålla sexualmoralen, och även adelsdamer kunde på polisagenters rapporter förvisas från Wien till Trieste eller Olmütz om deras äktenskapsbrott blev för indiskreta.
Kyskhetskommissionen uppväckte stor uppståndelse under sin samtid och blev också berömd i historien, där den har tagits som ett exempel på Maria Theresias katolska fromhet. En vanlig missuppfattning är att den varade hela Maria Theresias regeringstid, vilket är en grov överdrift med tanke på dess tillfälliga existens i verkligheten; men den fick däremot långvarig effekt då dess frågor överläts på polisen, och detta utvecklades till den österrikiska riktlinjen för att hantera prostitutionen, fram till att ett system med reglementerad prostitution efter fransk modell infördes 1873.